# Armand Bois
Pour les articles homonymes, voir Bois.
Armand Bois, né le 21 avril 1920 à Saint-Jean-Port-Joli et mort le 31 août 2001, est un agriculteur et homme politique québécois. Il est député du district électoral de Saint-Sauveur de 1970 à 1973.

## Biographie
Il est maire de Ville Les Saules de 1959 à 1963.  Élu député du Ralliement créditiste dans Saint-Sauveur en 1970. Whip du Ralliement créditiste d'octobre 1970 à février 1972, puis chef intérimaire de ce parti du 21 février 1972 au 4 février 1973. Candidat défait au congrès à la direction du Ralliement créditiste tenu les 3 et 4 février 1973. Expulsé du Ralliement créditiste le 21 février 1973. Candidat du Parti créditiste défait dans Vanier en 1973. Annonça la formation d'un autre parti créditiste, le Parti réformateur, le 1er décembre 1974. Réintégra le Parti créditiste de Camil Samson au début de mai 1976.